# کریستینا رابرتسون
کریستینا رابرتسون RSA یا کریستینا سندرز (۱۷ دسامبر ۱۷۹۶–۳۰ آوریل ۱۸۵۴) یک هنرمند اسکاتلندی بود که به یک نقاش دربار روسیه تبدیل شد. او اولین عضو زن افتخاری آکادمی رویال اسکاتلند بود.

## زندگی
ساندرز در نی لبک کینگهورن در سال ۱۷۹۶ متولد شد. تصور می‌شود که وی توسط عمویش آموزش دیده و در خانه او در لندن مستقر شده‌است. سندرز نقاش موفقی بود و به سرعت طرفدارانی از اسکاتلند برای مینیاتورهای خود ایجاد کرد اما بعداً به نقاشی‌های رنگ روغن و آبرنگ رو آورد. در سال ۱۸۲۳ او با جیمز رابرتسون ازدواج کرد و در آکادمی رویال نمایشگاهی برگزار کرد و تا سال ۱۸۲۸ استودیوی خودش را ساخت. یکسال بعد او به عنوان اولین عضو افتخاری آکادمی رویال اسکاتلند شناخته شد.
در دهه ۱۸۳۰ او به دور از شوهر و فرزندان خود بود. او در اواسط دهه ۱۸۳۰ در پاریس کار می‌کرد و در آنجا ترغیب شد که به سن پترزبورگ نقل مکان کند. در سن پترزبورگ کمیسیون‌هایی برای جایگزینی نقاشی‌های گمشده در آتش‌سوزی کاخ زمستانی در سال ۱۸۳۷ وجود داشت. رابرتسون از سال ۱۸۳۹ تا ۱۸۴۱ در سن پترزبورگ بود و نقاشی تمام قد امپراتور الکساندر و سه دخترش ماریا، اولگا و الکساندرا را انجام داد. در سال ۱۸۴۱ وی به عنوان عضو افتخاری آکادمی هنر امپریال شناخته شد.
رابرتسون در سن پترزبورگ درگذشت.

## میراث
رابرتسون ده‌ها نقاشی برجای گذاشت، اما تنها به این دلیل که پرتره‌های چهره‌های تاریخی را به تصویر می‌کشید. تصور می‌شود که وی کمتر شناخته شده‌است که می‌تواند به دلیل خراب شدن رابطه امپراتوری‌های انگلیس و روسیه باشد.